# Просна (Мазовецьке воєводство)
Просна (пол. Prosna) — село в Польщі, у гміні Нове-Място-над-Пилицею Груєцького повіту Мазовецького воєводства.
Населення — 47 осіб (2011).
У 1975-1998 роках село належало до Радомського воєводства.

## Демографія
Демографічна структура станом на 31 березня 2011 року:
|          | Загалом | Допрацездатний вік | Працездатний вік | Постпрацездатний вік |
| -------- | ------- | ------------------ | ---------------- | -------------------- |
| Чоловіки | 24      | 2                  | 17               | 5                    |
| Жінки    | 23      | 2                  | 7                | 14                   |
| Разом    | 47      | 4                  | 24               | 19                   |